# يجور جيدار
يگور تيموروفيتش غايدار (19 مارس 1956 – 16 ديسمبر 2009)، اقتصادي وسياسي وكاتب سوفيتي وروسي، شغل منصب رئيس وزراء روسيا بالإنابة من 15 يونيو 1992 حتى 14 ديسمبر 1992.
يُعتبر غايدار المهندس الرئيسي للإصلاحات الاقتصادية المثيرة للجدل المعروفة باسم "العلاج الصادم"، التي نُفذت في روسيا بعد تفكك الاتحاد السوفيتي. وأدت هذه الإصلاحات إلى تلقيه مديحًا وانتقادات حادة في آن واحد. كما شارك في إعداد اتفاقيات بيلوفيجيا التي أنهت الاتحاد السوفيتي. حمله الكثير من الروس مسؤولية الأزمات الاقتصادية التي ضربت البلاد في تسعينيات القرن الماضي، والتي تسببت في الفقر المدقع والتضخم المفرط، في حين أشاد به الليبراليون باعتباره شخصًا قام بما يلزم لإنقاذ البلاد من الانهيار الكامل. وصفه جيفري ساكس، مدير معهد الأرض في جامعة كولومبيا ومستشار الحكومة الروسية في أوائل التسعينيات، بأنه "القائد الفكري للعديد من الإصلاحات السياسية والاقتصادية في روسيا" و"أحد الشخصيات المحورية القليلة" في تلك الفترة.
توفي غايدار في 16 ديسمبر 2009 نتيجة وذمة رئوية ناجمة عن نقص التروية القلبية.